# Hrabstwo Dundy

Piramida wieku hrabstwa

Hrabstwo Dundy (ang. Dundy County) – hrabstwo w stanie Nebraska w Stanach Zjednoczonych. W roku 2010 liczba mieszkańców wyniosła 2008. Stolicą i największą miejscowością jest Benkelman.

## Geografia
Całkowita powierzchnia wynosi 2385 km² z czego woda stanowi 3 km².

### Miejscowości
- Benkelman

### CDP
- Max
- Parks

### Wioski
- Haigler

### Sąsiednie hrabstwa
- Hrabstwo Hitchcock – wschód
- Hrabstwo Rawlins – południowy wschód
- Hrabstwo Cheyenne (Kansas) – południe
- Hrabstwo Yuma (Kolorado) – zachód
- Hrabstwo Chase - północ
- Hrabstwo Hayes - północny wschód